# Marko Žuvela
Marko Žuvela (Dubrovnik, 22. prosinca 2001.) hrvatski je vaterpolist.

## Klupska karijera
U mladim danima bio je jako nadaren plivač. Dominirao je u disciplinama leđnim stilom i bio prvak Dalmacije, a upravo taj njegov plivački kapacitet dolazi do izražaja u vaterpolu. Bio je u Jugovoj školi plivanja oko pet godina i kada je imao 12 godina, prešao je na vaterpolo. Za njega je Maro Joković rekao da može igrati beka, centra, ali i vanjskog igrača te da ima zavidnu razinu znanja i snalaženja u vodi. Igra za VK Jug Dubrovnik za kojeg je debitirao s 15 godina, za vrijeme trenera Vjekoslava Kobešćaka. S Jugom je osvojio naslov prvaka Hrvatske u sezoni 2021./'22. godine.

## Reprezentacija
Imao je debi na Svjetskom prvenstvu u lipnju 2022. Obilježio ga je s dva pogotka u mreži olimpijskog doprvaka, Grčke.
S hrvatskom reprezentacijom osvojio je naslov prvaka Europe na Europskom prvenstvu u Splitu 2022. godine.
Na Sveučilištu u Dubrovniku studira poslovnu ekonomiju, smjer IT menadžment.

## Vanjske poveznice
- Profil na Global Sports Archive